# Pukas
Pukas är en flygplats i Lettland.   Den ligger i kommunen Kuldīgas Rajons, i den västra delen av landet, 150 km väster om huvudstaden Riga. Pukas ligger 47 meter över havet.
Terrängen runt Pukas är platt, och sluttar västerut. Runt Pukas är det glesbefolkat, med 9 invånare per kvadratkilometer. Närmaste större samhälle är Ēdole, 13,4 km norr om Pukas. Trakten runt Pukas består till största delen av jordbruksmark.